# Bojary (rejon żabinecki)
Bojary (biał. Бая́ры; ros. Бояры) – wieś na Białorusi, w rejonie żabineckim obwodu brzeskiego, około 9 km na północny wschód od Żabinki.

## Historia
Przed rozbiorami Bojary leżały w województwie brzeskolitewskim Rzeczypospolitej. Po III rozbiorze Polski znalazły się na terenie powiatu prużańskiego, należącego do guberni słonimskiej (1796), litewskiej (1797–1801), a później grodzieńskiej (1801–1915) Imperium Rosyjskiego. Po ustabilizowaniu się granicy polsko-radzieckiej w 1921 roku Bojary wróciły do Polski, znalazły się w gminie Matiasy należącej do powiatu prużańskiego w województwie poleskim. 1 stycznia 1926 roku gmina została przyłączona do powiatu kobryńskiego w tymże województwie. Gmina Matiasy została zlikwidowana 18 kwietnia 1928 roku, a Bojary stały się częścią gminy Tewle w tymże powiecie i województwie. Od 1945 roku – w ZSRR, od 1991 roku – na terenie Republiki Białorusi.
W XIX wieku Bojary należały do dóbr Horyłki (Przyborów).
W 1921 roku Bojary liczyły 176 mieszkańców, z czego 73 katolików i 103 prawosławnych, 156 osób zadeklarowało narodowość polską, a 20 białoruską. W 1999 roku wieś liczyła 34 osoby, a w 2009 – 21.

## Majątek Jurkowszczyzna
Pięćset metrów na północ od centrum wsi przy drodze zaczyna się fragment alei będącej pozostałością po tylnej alei wjazdowej do byłej siedziby majątku o nazwie Jurkowszczyzna. Były to niewielkie dobra wchodzące do XVI wieku w skład Księstwa Kobryńskiego, które z czasem stało się starostwem i zostało stołowymi dobrami królewskimi. Po III rozbiorze Polski został skonfiskowane przez carycę Katarzynę II i nadane Aleksandrowi Suworowowi. Jego syn Arkadiusz rozsprzedał nadane majątki wielu nabywcom. Prawdopodobnie wtedy Jurkowszczyznę kupiła rodzina Lachowiczów, a od nich wkrótce kupili ją Nowiccy. Izabella Nowicka, wyszedłszy za Michała Bobińskiego herbu Leliwa (ur. w 1781 roku), syna Ignacego i Anny z Butrymowiczów wniosła Jurkowszczyznę mężowi w posagu. Kolejnym właścicielem majątku był syn Michała, Władysław (1831–1905), żonaty z Antoniną Krukowską. Ostatnim właścicielem majątku (również sąsiednich Wieżek) był do 1939 roku ich najmłodszy syn Adam Bobiński (1869–1940), żonaty z Marią Heleną Rossudowską (dziadkowie Krzysztofa Bobińskiego). Adam Bobiński został zakatowany w mińskim więzieniu.
Prawdopodobnie w pierwszej połowie XVIII wieku zbudowano tu parterowy, modrzewiowy dwór. Stał on na wysokiej podmurówce na planie prostokąta. Od strony podjazdu miał ganek, którego dwie pary drewnianych filarów podtrzymywały trójkątny szczyt. Dom był przykryty bardzo wysokim, gładkim, czterospadowym dachem gontowym z półkolistymi lukarnami. W XVIII wieku służył prawdopodobnie jako siedziba administratora tego i kilku sąsiednich majątków.
Wnętrze mieściło 10 izb. Po prawej stronie od stosunkowo ciemnej sieni, za schodami prowadzącymi na strych, były od strony frontowej dwa salony w amfiladzie, a po lewej stronie – jadalnia. Pokoje od strony ogrodu miały funkcje mieszkalne. U lewego szczytu domu był kredens (z wejściem do jadalni), czeladnia, spiżarnia, kuchnia i sionka.
Przed domem, skierowanym na wschód, rozciągał się obszerny dziedziniec, na którym rosły stare lipy, aż do bramy wjazdowej stojącej naprzeciw dworu, i dalej była aleja wjazdowa, wysadzana starymi dębami, wiodąca wzdłuż sadów przez mostek nad rzeczką Palachwą do drogi z Jakowczyc do Wieżek. Nie było tu dużego parku.
Dwór ze wszystkimi zabudowaniami został spalony przez Rosjan w 1915 roku. Resztki parku zajmują 3,5 ha.
Majątek Jurkowszczyzna jest opisany w 11. tomie Dziejów rezydencji na dawnych kresach Rzeczypospolitej Romana Aftanazego.